# Sânpaul (okręg Marusza)
Sânpaul (węg. Kerelőszentpál) – wieś w Rumunii, w okręgu Marusza, w gminie Sânpaul. W 2011 roku liczyła 1754 mieszkańców.